# Estadio Bolívar
El Estadio Bolívar del Instituto Técnico Superior Bolívar es un estadio educativo y estadio multiusos. Está ubicado en la avenida de los Shyris y calle 12 de Octubre en el Campus Huachi en el Sector La Vicentina, de la ciudad de Ambato, Es usado mayoritariamente para la práctica del fútbol, y allí juega como local el Club Social, Cultural y Deportivo Bolívar, equipo de la Segunda División del fútbol ecuatoriano. Tiene capacidad para 8000 espectadores.
El estadio cumplió un gran papel en el fútbol local, ya que el Bolívar hacía de local en este escenario deportivo.
Asimismo, este estadio es sede de distintos eventos deportivos universitarios a nivel local y universitario y todos los tipos de eventos, especialmente cultura física y educación física (que también se realizan en el Coliseo Bolívar del Instituto Técnico Superior Bolívar).